# Super Mario World
Super Mario World (jap. スーパーマリオワールド Sūpā Mario Wārudo) – pierwsza gra z Mario przeznaczona na konsolę Super Nintendo Entertainment System. Pojawiły się w niej nowe ruchy, np. Spin Jump, nowe power-upy, np. peleryna (Caped Mario/Luigi). Pojawiła się też nowa postać – Yoshi; jest to mały dinozaur, ma kilka kolorów, a każdy ma inne właściwości. Jeden może zjadać przeciwników swoim długim językiem, lub skakać po przeciwnikach, po których Mario i Luigi nie mogą. W roku 2002 gra została przeniesiona i wydana na konsolę przenośną Game Boy Advance jako Super Mario World: Super Mario Advance 2. Gra została nieznacznie zmieniona względem oryginału.

## Fabuła
Pewnego dnia Mario, Luigi i Peach wybierają się na wakacje na Yoshi's Island. Korzystając z chwili nieuwagi braci Mario, Bowser porywa Peach. Mario i Luigi postanawiają ją odnaleźć i uwolnić.

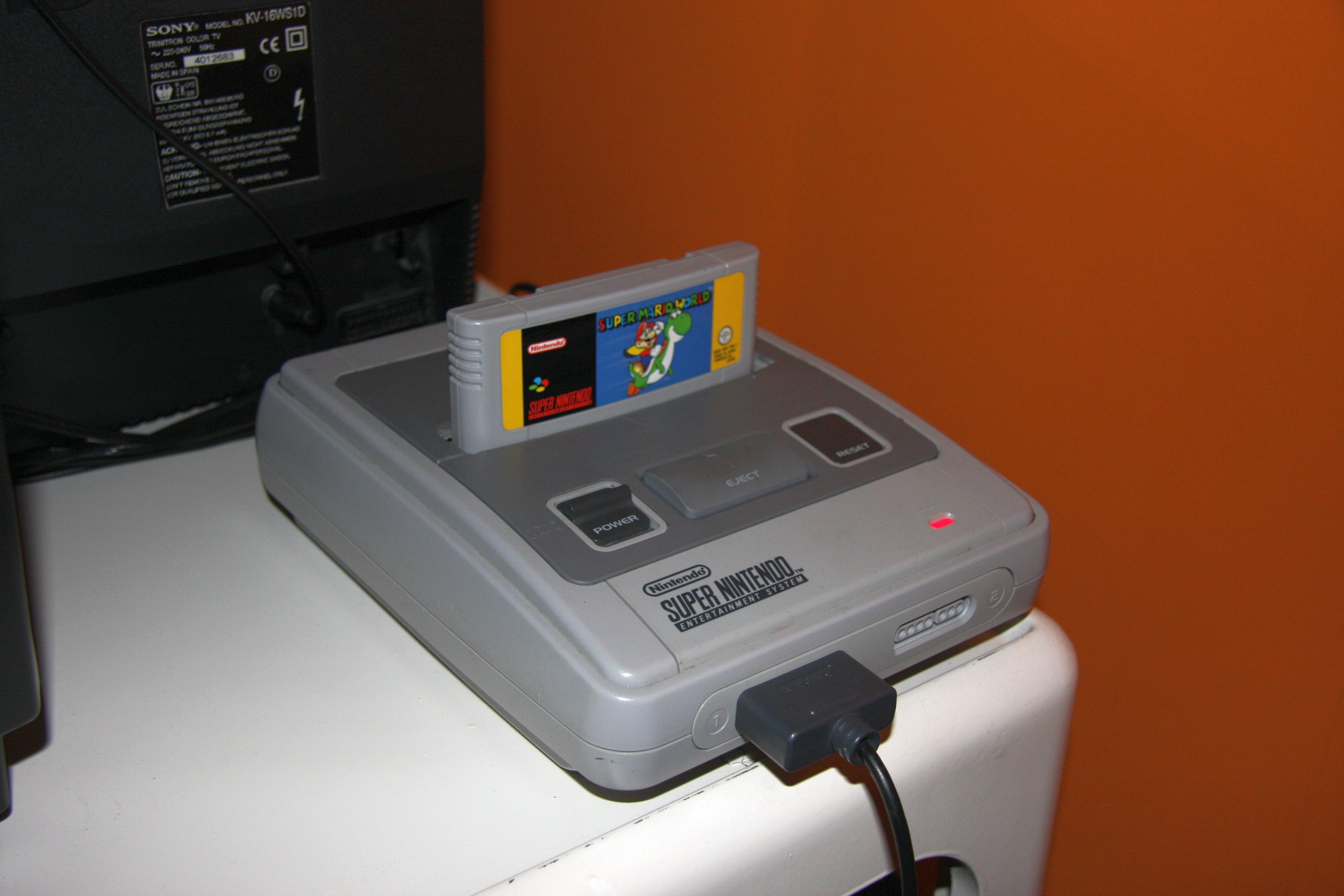
Kartridż z grą umieszczony w konsoli